# 메타뉴모바이러스
메타뉴모바이러스(Metapneumovirus)는 뉴모바이러스과에 속하는 바이러스의 속이다.
아래 두 종의 바이러스가 있다.
- 조류 메타뉴모바이러스 (aMPV)
- 사람 메타뉴모바이러스 (hMPV)